# Liste der Biografien/Grab
Liste der Biografien |
Portal Biografien |
Personensuche
# |
A |
B |
C |
D |
E |
F |
G |
H |
I |
J |
K |
L |
M |
N |
O |
P |
Q |
R |
S |
T |
U |
V |
W |
X |
Y |
Z |
?
 
Ga |
Gb |
Gc |
Gd |
Ge |
Gf |
Gh |
Gi |
Gj |
Gk |
Gl |
Gm |
Gn |
Go |
Gp |
Gq |
Gr |
Gs |
Gu |
Gv |
Gw |
Gy |
Gz
 
Gra |
Grb–Grd |
Gre |
Grg |
Gri |
Grj |
Grk |
Grl |
Grm |
Gro |
Grs |
Gru |
Gry |
Grz
 
Graa |
Grab |
Grac |
Grad |
Grae |
Graf |
Grag |
Grah |
Grai |
Graj |
Grak |
Gral |
Gram |
Gran |
Grao |
Grap |
Grar |
Gras |
Grat |
Grau |
Grav |
Graw |
Gray |
Graz
Die Liste der Biografien führt alle Personen auf, die in der deutschsprachigen Wikipedia einen Artikel haben. Dieses ist eine Teilliste mit 385 Einträgen von Personen, deren Namen mit den Buchstaben „Grab“ beginnt.

## Grab
- Grab, Amédée (1930–2019), Schweizer Benediktiner und römisch-katholischer BischofAmédée Grab (1930–2019)

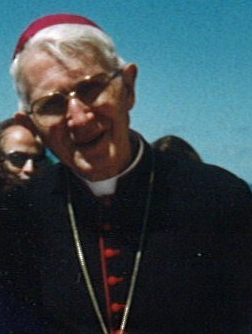
Amédée Grab (1930–2019)

- Grab, André (* 1952), Schweizer Schriftsteller
- Grab, Bertha von (1846–1907), österreichische Landschaftsmalerin
- Grab, Candid (* 1943), Schweizer Radsportler
- Grab, Christoph (* 1967), schweizerischer Jazzmusiker und Hochschullehrer
- Grab, Hermann (1903–1949), deutschböhmischer Schriftsteller und Musiker
- Grab, Martin (* 1979), Schweizer Schwinger
- Grab, Waldemar (* 1956), deutscher Barpianist
- Grab, Walter (1919–2000), israelischer Historiker
- Grab, Walter (1927–1989), Schweizer Maler und Surrealist
- Gräb, Wilhelm (1948–2023), deutscher evangelischer Theologe und Professor für Praktische Theologie an der Humboldt-Universität zu Berlin
- Gräb-Schmidt, Elisabeth (* 1956), deutsche evangelische Theologin

### Graba
- Graba, Carl Julian von (1799–1874), königlich dänischer Justizrat, einer der ersten neuzeitlichen Färöer-Forscher
- Graba, Hermann von (1833–1908), deutscher Beamter
- Graba, Johann Andreas (1625–1669), deutscher Mediziner
- Graba, Willy (1894–1973), norddeutscher Maler
- Graband, Gerhard (1920–1993), deutscher Anglist, Sprachwissenschaftler und Hochschullehrer
- Grabar, André (1896–1990), französischer Kunsthistoriker und Byzantinist
- Grabar, Igor Emmanuilowitsch (1871–1960), russischer Maler
- Grabar, Oleg (1929–2011), französischer Kunsthistoriker und Archäologe
- Grabar, Pierre (1898–1986), französischer Biochemiker
- Grabar-Kitarović, Kolinda (* 1968), kroatische Politikerin, Diplomatin und 4. Präsidentin der Republik KroatienKolinda Grabar-Kitarović (* 1968)

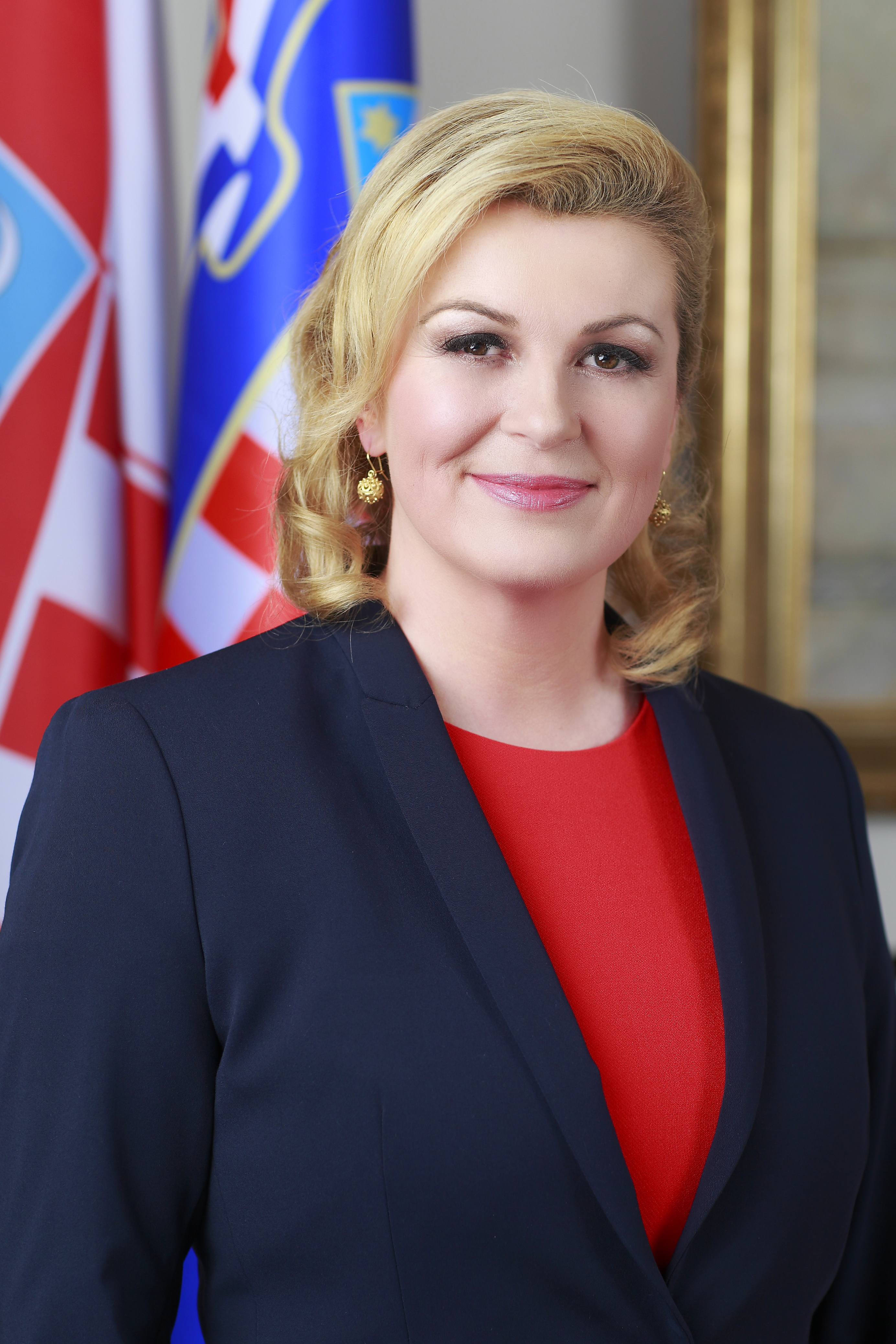
Kolinda Grabar-Kitarović (* 1968)

- Grabara, Kamil (* 1999), polnischer Fußballtorwart
- Grabarczyk, Cezary (* 1960), polnischer Politiker, Mitglied des Sejm, Minister für Infrastruktur
- Grabarczyk, Mirosław (* 1971), polnischer Schachgroßmeister
- Grabarczyk, Piotr (* 1982), polnischer Handballspieler
- Grabarek, Volker (* 1937), deutscher Generalarzt
- Grabarz, Robert (* 1987), britischer Leichtathlet
- Grabas, Margrit (* 1953), deutsche Wirtschaftshistorikerin
- Grabatin, Günther (* 1950), deutscher Diplom-Wirtschafts-Ingenieur und Autor
- Grabau, Amadeus William (1870–1946), amerikanischer Paläontologe und Geologe
- Grabau, Andreas (1808–1884), deutscher Cellist
- Grabau, Christian († 1874), deutscher Landschafts- und Tiermaler, Zeichenlehrer und Radierer
- Grabau, Christian (* 1982), deutscher Pädagoge
- Grabau, Friedrich Wilhelm (1783–1839), Kaufmann und Ratsherr der Hansestadt Lübeck
- Grabau, Gustav (1888–1977), deutscher Politiker (BDV/FDP), MdBB
- Grabau, Heinrich (1795–1829), deutscher Mediziner und Botaniker
- Grabau, Johann Wilhelm Heinrich (1809–1870), deutscher Mediziner und Autor
- Grabau, Lebrecht (1780–1852), deutscher Lehrer, Organist und Chorleiter, Begründer einer Künstlerfamilie
- Grabau-Bünau, Henriette (1805–1852), deutsche Opernsängerin (Mezzosopran)

### Grabb
- Grabb, Jim (* 1964), US-amerikanischer Tennisspieler
- Grabban, Lewis (* 1988), jamaikanischer Fußballspieler
- Grabbe, Christian Dietrich (1801–1836), deutscher DramatikerChristian Dietrich Grabbe (1801–1836)

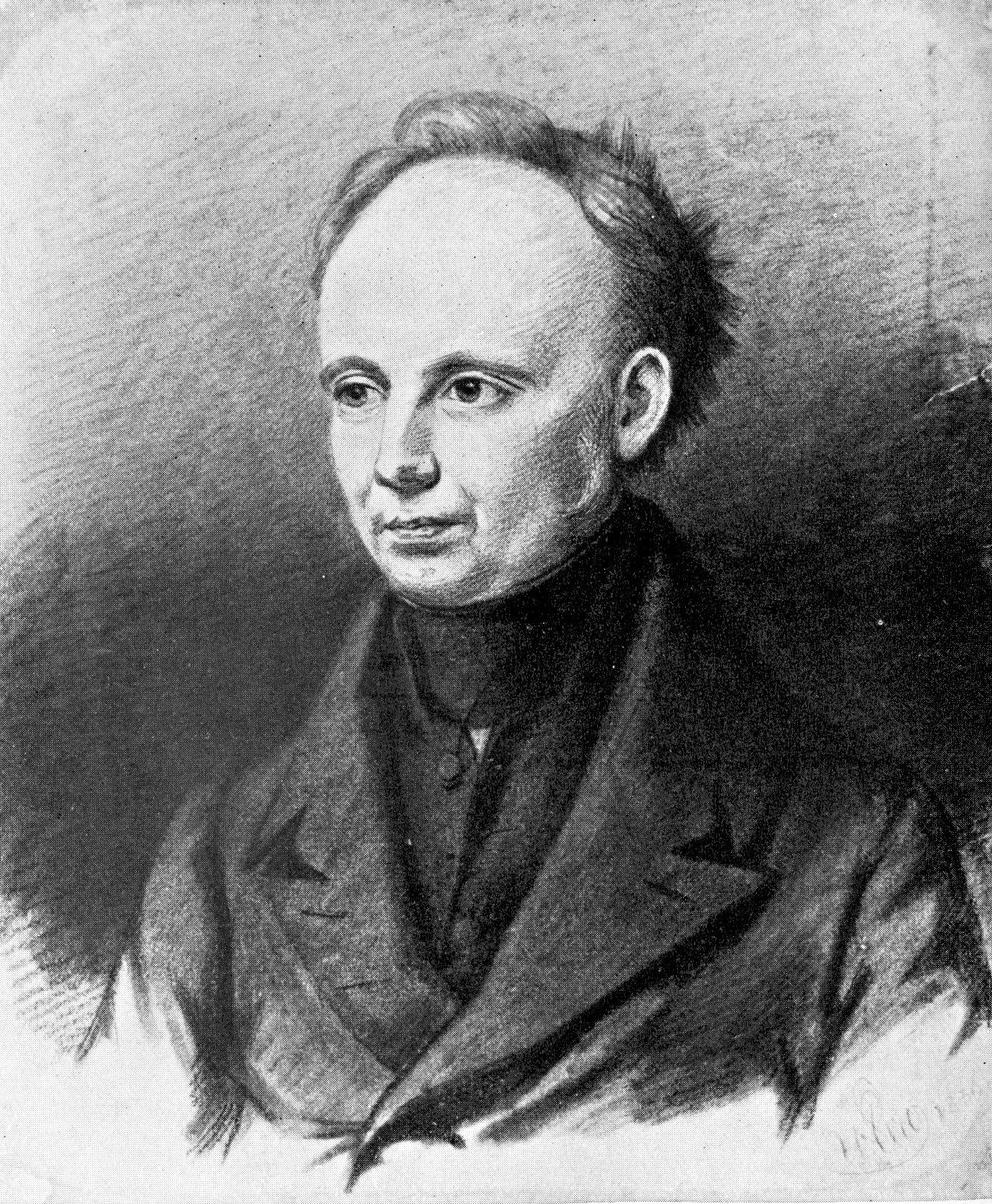
Christian Dietrich Grabbe (1801–1836)

- Grabbe, Dieter (* 1969), deutscher Gesundheits- und Fitnessexperte
- Grabbe, Ernst (1926–2006), deutscher Theater- und Fernsehschauspieler
- Grabbe, Hans-Jürgen (* 1947), deutscher Historiker und Kulturwissenschaftler
- Grabbe, Lars Christian (* 1978), deutscher Medientheoretiker, Philosoph und Professor
- Grabbe, Lester L. (* 1945), US-amerikanischer Historiker (jüdische Geschichte) und Hochschullehrer
- Grabbe, Moritz (* 1981), deutscher Schauspieler
- Grabbe, Paul (1789–1875), russischer Offizier, General der Kavallerie
- Grabbe, Stephan (* 1961), deutscher Internist und Labormediziner
- Grabbert, Gert (1940–2022), deutscher Ingenieur und Hochschullehrer
- Grabbert, Günter (1931–2010), deutscher Schauspieler
- Grabbert, Willi (1886–1963), deutscher Politiker (SPD), MdHB
- Grabbi, Hellar (1929–2018), estnischer Literaturkritiker, Schriftsteller und Journalist

### Grabe
- Grabe Loewenherz, Vera (* 1951), kolumbianische Revolutionärin, Politikerin und MenschenrechtsaktivistinVera Grabe Loewenherz (* 1951)

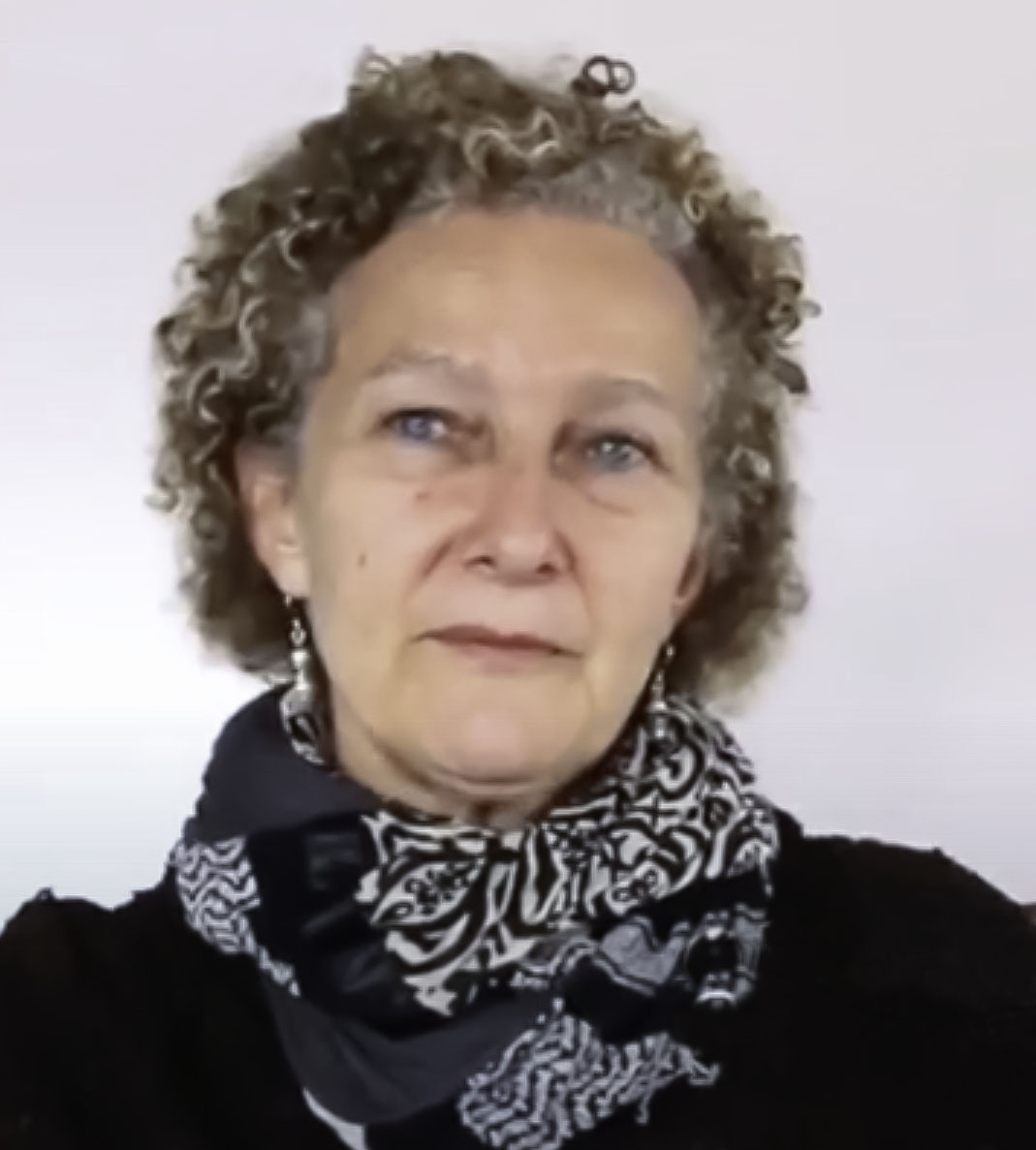
Vera Grabe Loewenherz (* 1951)

- Grabe, Adrian (* 1985), deutsch-schweizerischer Filmproduzent
- Gräbe, Andreas (* 1976), deutscher Schauspieler, Musicaldarsteller, Tänzer, Sänger und Sprecher
- Grabe, Christine (1948–2016), deutsche Politikerin (Bündnis 90/Die Grünen), MdV, MdL
- Grabe, Denis (* 1990), estnischer Poolbillardspieler
- Grabe, Dieter (* 1945), deutscher Radrennfahrer und DDR-Meister 1967 im Straßen-Einzelrennen
- Grabe, Franz (1843–1923), deutscher Kaufmann und Autor
- Grabe, Friedhelm (1931–2017), deutscher Politiker (SED)
- Grabe, Hans-Dieter (* 1937), deutscher Dokumentarfilmer
- Gräbe, Hermann Friedrich (1900–1986), deutscher Widerstandskämpfer
- Grabe, Johannes Ernst (1666–1711), deutscher lutherischer, später anglikanischer Theologe
- Grabe, Jürgen (* 1959), deutscher Bauingenieur
- Grabe, Martin (* 1959), deutscher Psychiater und Psychotherapeut
- Grabe, Ronald J. (* 1945), US-amerikanischer Astronaut
- Grabe, Sylvester (1627–1686), lutherischer Theologe und Generalsuperintendent in Pommern
- Grabe, Sylvester (1674–1727), deutscher Bibliothekar und Mediziner
- Grabe, Uwe (* 1942), deutscher Kugelstoßer
- Grabe, Winfried (* 1963), deutscher Komponist, Konzertmeister, Violinist und Dirigent
- Grabe-Bolz, Dietlind (* 1957), deutsche Musikerin und Politikerin (SPD); Oberbürgermeisterin der Stadt Gießen
- Grabeel, Lucas (* 1984), US-amerikanischer SchauspielerLucas Grabeel (* 1984)

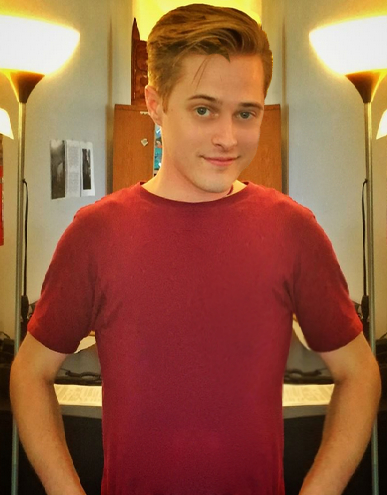
Lucas Grabeel (* 1984)

- Grabein, Paul (1869–1945), deutscher Jurist und Schriftsteller
- Gräbeldinger, Alexander (* 1979), deutscher Kolumnist und Buchautor
- Graben von Rain, Rosina von († 1534), Burggräfin von Sommeregg
- Graben zu Sommeregg, Andreas von († 1463), Burggraf von Sommeregg und Ortenburg, Hauptmann der Grafschaft Ortenburg
- Graben zum Stein, Christof David von († 1664), Herr von Stein
- Graben zum Stein, Christof von (1596–1628), Herr von Stein
- Graben zum Stein, Hans von, Herr von Stein
- Graben zum Stein, Hans von der Jüngere († 1593), Herr von Stein
- Graben zum Stein, Lukas von, Burggraf von Heinfels
- Graben zum Stein, Oswald von († 1609), Herr von Stein
- Graben zum Stein, Otto von, österreichisch-deutscher Schriftsteller und Sagensammler
- Graben, Andrä von († 1556), steirischer Edelmann, Besitzer von Schloss Kornberg
- Graben, Andreas II. von († 1560), Landrichter von Lienz, ließ in den Lienzer Bergen nach Gold schürfen
- Graben, Andree von, Herr von Kornberg und Graben, Verweser und Amtmann des Amtes Windischgrätz
- Graben, Anna von († 1564), Edelfrau, Herrin von Kornberg
- Graben, Conrad vom, krainisch-steirischer Edelmann
- Graben, Cosmas von († 1479), Burggraf von Sannegg, österreichischer Militär
- Graben, Ernst von († 1513), Burggraf und Herr von Sommeregg
- Graben, Friedrich I. von, Burggraf und Verwalter zu Gleichenberg
- Graben, Friedrich II. von, Burggraf zu Riegersburg
- Graben, Georg Siegmund von († 1543), steirischer Edelmann, Besitzer von Schloss Kornberg und Marburg
- Gräben, Gustav (1865–1944), deutscher Radrennfahrer
- Graben, Hans Karl von, Tiroler Edelmann und Offizier
- Graben, Johan beym (1561–1623), deutscher Schultheiß und Richter
- Graben, Konrad II. vom, Herr von Graben und Grabenhofen, vielleicht der Stammherr der Grafen und Fürsten von Orsini-Rosenberg
- Graben, Konrad vom, Herr von Graben und Grabenhofen
- Graben, Otto I. von, Herr von Kornberg
- Graben, Reinprecht III. vom, Vertreter des Landeshauptmanns in Steyr
- Graben, Reinprecht IV. vom, Herr von Graben und Alt-Grabenhofen
- Graben, Reinprecht V. von, kaiserlicher Pfleger des Strudengaus
- Graben, Ulrich I. von, Ritter aus dem Geschlecht der Herren von Graben
- Graben, Ulrich II. von, Burggraf von Hohenwang, Gleichenberg und Rothenfels sowie Herr von Kornberg und Graben
- Graben, Ulrich III. von (1415–1486), Landeshauptmann des Herzogtums Steiermark
- Graben, Virgil von († 1507), Burggraf von Lienz, Sommeregg und Heinfels, Statthalter von Görz, kaiserlicher Statthalter von Lienz
- Graben, Walther vom, Herr von Graben und Grabenhofen
- Graben, Wilhelm von († 1523), Edelmann und kaiserliche Verwaltungsperson
- Graben, Wolfgang Andreas von, Burggraf von Sommeregg, kaiserlicher Offizier zu Wien
- Graben, Wolfgang von († 1521), Edelherr, Verwaltungsperson und Militär, Stammherr der Familie (De) Graeff
- Graben-Hoffmann, Gustav (1820–1900), deutscher Gesangspädagoge, Komponist und Sänger
- Grabener, Christian Gottfried (1714–1778), deutscher Pädagoge
- Grabener, Theophilus (1685–1750), deutscher Pädagoge
- Gräbener, Thomas (* 1965), deutscher Fußballspieler
- Grabenhofer, Anton (1895–1967), österreichischer Politiker (SPÖ), Landtagsabgeordneter
- Grabenhofer, Gottlieb (1872–1945), österreichischer Landwirt und Politiker (Landbund), Landtagsabgeordneter, Abgeordneter zum Nationalrat
- Grabenhofer, Johann (1903–1990), österreichischer Politiker (ÖVP), Landtagsabgeordneter im Burgenland
- Grabenhorst, Georg (1899–1997), deutscher Schriftsteller
- Grabenhorst, Karl (1896–1983), deutscher Architekt und preußischer Baubeamter
- Grabensberger, Maria (* 1948), österreichische Politikerin (ÖVP), Steirische Landtagsabgeordnete
- Grabensee, Bernd (1939–2017), deutscher Mediziner und Nephrologe
- Grabensee, Wilhelm (1841–1915), deutscher Veterinärmediziner und Hippologe
- Grabenstein, Leon (* 1999), deutscher Handballspieler
- Grabenwarter, Christoph (* 1966), österreichischer Rechtswissenschaftler und Präsident des österreichischen VerfassungsgerichtshofsChristoph Grabenwarter (* 1966)

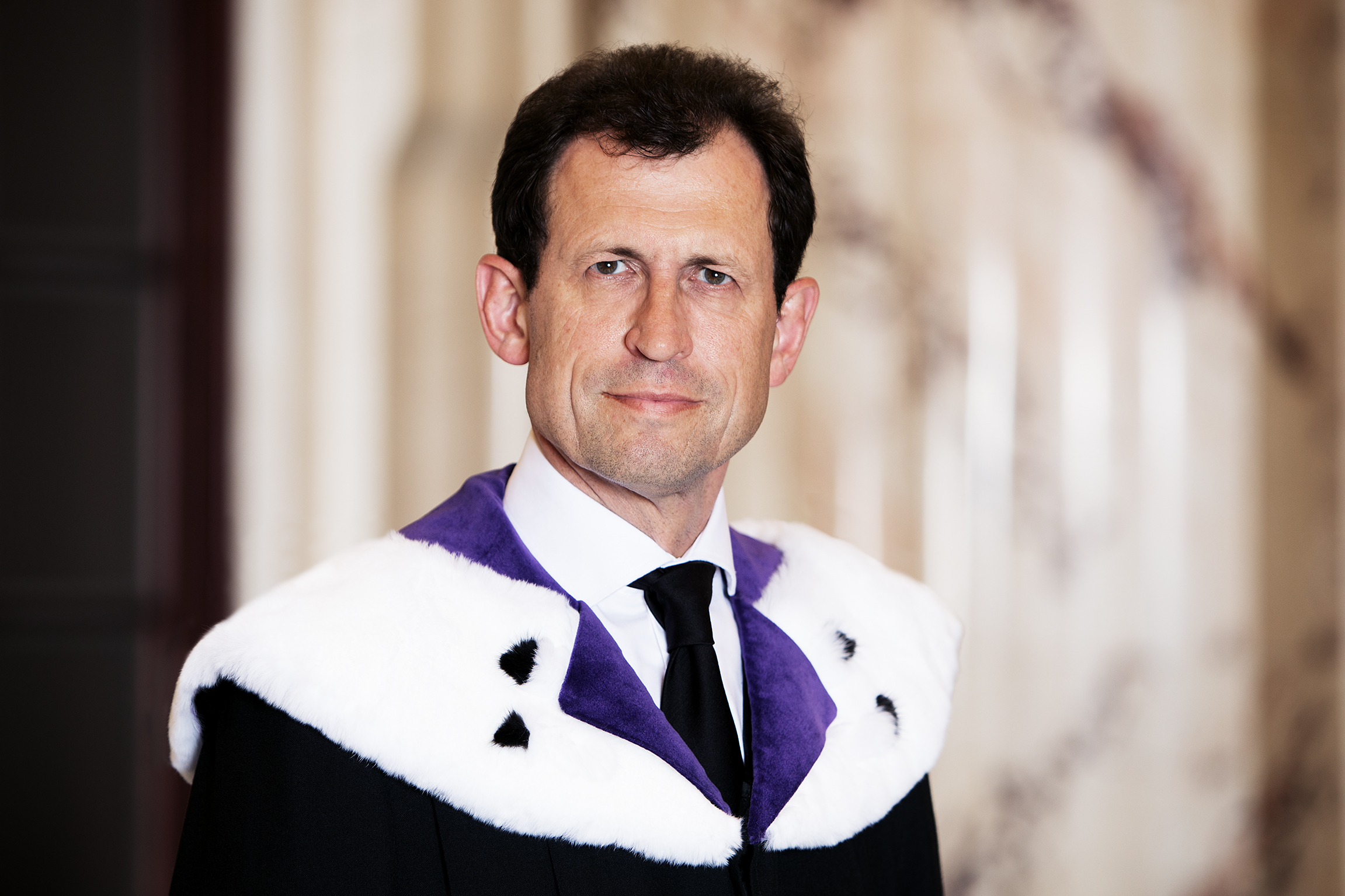
Christoph Grabenwarter (* 1966)

- Graber, Alfred (1897–1987), Schweizer Schriftsteller, Verlagslektor und Übersetzer
- Graber, Christoph Beat (* 1960), Schweizer Rechtswissenschaftler
- Gräber, Daniel (* 1980), deutscher Journalist
- Graber, Erich (1881–1958), deutscher Archivar und Historiker
- Graber, Ernest-Paul (1875–1956), Schweizer Politiker und Publizist
- Graber, Eugen (* 1944), deutscher Politiker (CSU)
- Graber, Flavian (* 1985), Schweizer Sänger und Songwriter
- Gräber, Friedrich (1915–1983), deutscher Jurist
- Graber, Georg (1882–1957), österreichischer Volkskundler, Lehrer und Erzählforscher
- Graber, Giovanni (1939–2024), italienischer Rennrodler
- Graber, Gustav Hans (1893–1982), Schweizer Psychologe und Psychoanalytiker
- Graber, Hedy (* 1961), Schweizer Managerin
- Graber, Jay (* 1991), US-amerikanische Softwareentwicklerin und ManagerinJay Graber (* 1991)

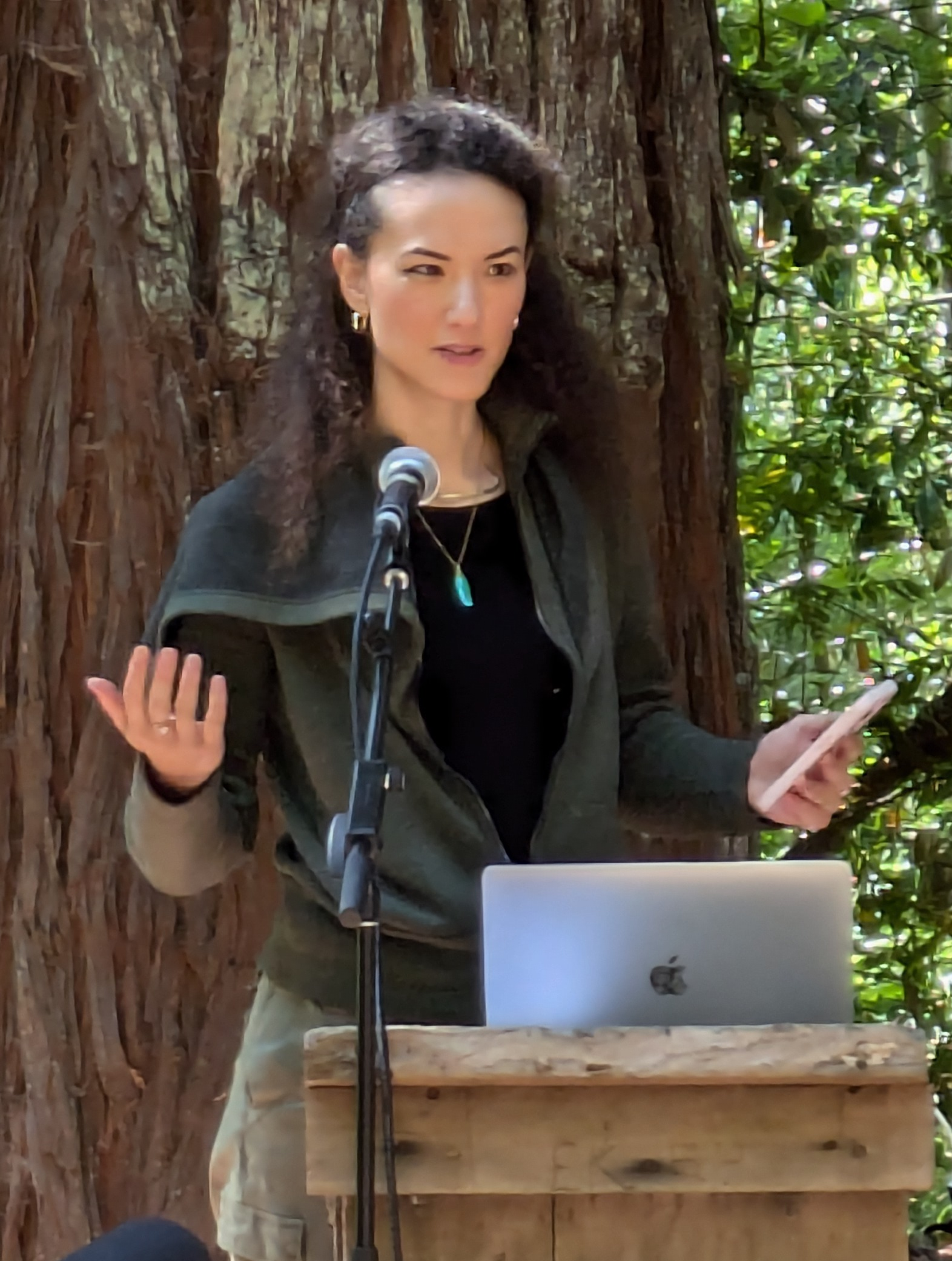
Jay Graber (* 1991)

- Graber, Jean-Pierre (* 1946), Schweizer Politiker (SVP)
- Graber, Johann (1918–1944), österreichischer Soldat und Widerstandskämpfer gegen das NS-Regime, der hingerichtet wurde
- Graber, Konrad (* 1958), Schweizer Politiker (CVP)
- Graber, Lukas (* 2001), liechtensteinischer Fußballspieler
- Gräber, Manfred (* 1964), italienischer Naturbahnrodler
- Gráber, Margit (1895–1993), ungarische Malerin und Grafikerin
- Graber, Maya (* 1974), schweizerische Bildhauerin und Medailleurin
- Graber, Michael (* 1981), Schweizer Politiker (SVP), Rechtsanwalt und Notar
- Graber, Michèle (* 1965), Schweizer Politikerin (GLP)
- Graber, Noah (* 2001), liechtensteinischer Fussballspieler
- Graber, Philippe (* 1975), Schweizer Schauspieler
- Graber, Pierre (1908–2003), Schweizer Politiker (SP)
- Graber, Renate (* 1960), österreichische Journalistin
- Graber, Reto (* 1998), Schweizer Unihockeyspieler
- Graber, Rudolf (1899–1958), Schweizer Schriftsteller
- Graber, Rudolf (1903–1992), römisch-katholischer Bischof von Regensburg
- Graber, Shlomo (* 1926), Kunstmaler und Holocaust-Überlebender
- Graber, Veit (1844–1892), österreichischer Entomologe und Zoologe
- Gräber, Werner (1939–1995), deutscher Fußballspieler
- Graber, Will (* 1996), US-amerikanischer Eishockeyspieler
- Graber, William (1911–1996), US-amerikanischer Leichtathlet
- Gräber, Winfried (* 1947), deutscher Generalmajor der Luftwaffe
- Graberg, Hermann von (1842–1926), preußischer General der Infanterie
- Gråberg, Jacob (1776–1847), schwedischer Gelehrter und Autor
- Graberg, Karl von (1806–1866), preußischer Generalmajor
- Grabert, Detlef (* 1943), deutscher Politiker (FDP), MdL
- Grabert, Hellmut (1920–2000), deutscher Geologe
- Grabert, Herbert (1901–1978), deutscher Theologe und Publizist
- Grabert, Horst (1927–2011), deutscher Diplomat und Politiker (SPD), MdA
- Gräbert, Jonathan (* 2007), deutscher Nordischer Kombinierer
- Gräbert, Julie (1803–1870), deutsche Theaterleiterin und Berliner Original
- Grabert, Kurt (1922–1999), deutscher Bildhauer, Graphikdesigner und Maler
- Grabert, Martin (1868–1951), deutscher Komponist und Organist
- Grabert, Rob (* 1964), niederländischer Volleyballspieler
- Grabert, Wigbert (* 1941), deutscher rechtsextremer Verleger
- Grabes, Herbert (1936–2015), deutscher Anglist, Amerikanist und Hochschullehrer
- Grabes, Oliver (* 1967), deutscher Industriedesigner

### Grabh
- Grabham, Mick (* 1948), britischer Rock- und Blues-Gitarrist
- Gräbhein, Wilhelm (1820–1895), deutscher Lithograf
- Gräbhein, Wilhelm (1859–1930), deutscher Maler und Grafiker
- Grabher, Gebhard (1889–1966), österreichischer Politiker (SPÖ), Vorarlberger Landtagsabgeordneter
- Grabher, Gernot (* 1960), österreichischer Wirtschaftsgeograph
- Grabher, Gudrun M. (* 1957), österreichische Amerikanistin
- Grabher, Hannes (1894–1965), österreichischer Mundart- und Heimatdichter
- Grabher, Hans-Dieter (* 1947), österreichischer Politiker, Landesrat (FPÖ), Bürgermeister von Lustenau
- Grabher, Julia (* 1996), österreichische TennisspielerinJulia Grabher (* 1996)

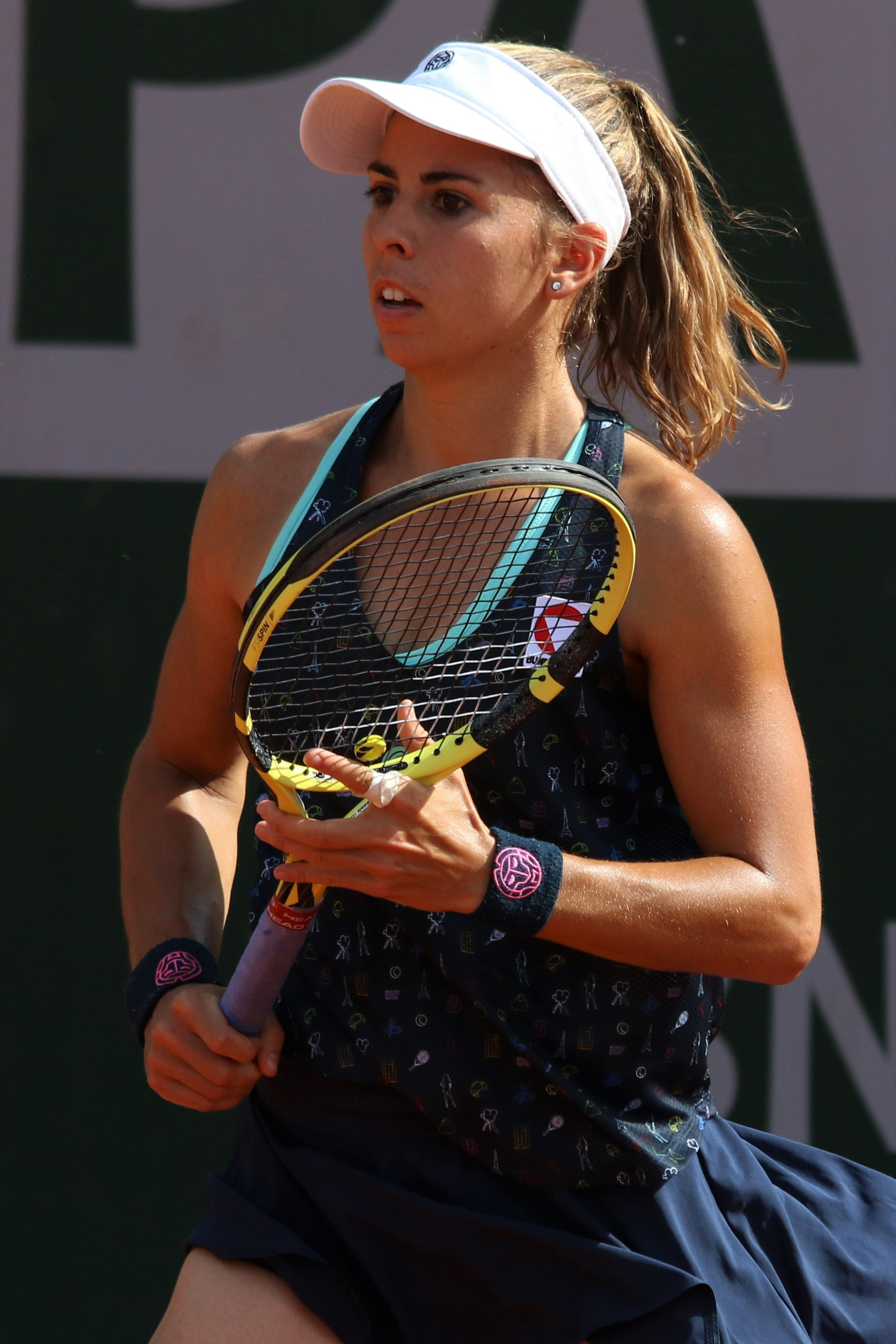
Julia Grabher (* 1996)

- Grabher, Pius (* 1993), österreichischer Fußballspieler
- Grabher, Werner (* 1948), österreichischer Schriftsteller
- Grabher-Meier, Martin (* 1983), österreichischer Eishockeyspieler
- Grabher-Meyer, Walter (* 1943), österreichischer Kaufmann und Politiker (FPÖ), Abgeordneter zum Nationalrat
- Grabherr, Elmar (1911–1987), österreichischer Jurist und Verwaltungsbeamter
- Grabherr, Georg (1946–2022), österreichischer Ökologe und Hochschullehrer
- Grabherr, Gerald (* 1968), österreichischer Archäologe
- Grabherr, Norbert (1919–1977), oberösterreichischer Landesbeamter und Autor
- Grabherr, Reingard (* 1964), österreichische Wissenschaftlerin, Biotechnologin und Virologin
- Grabherr, Werner (* 1985), österreichischer Fußballspieler und -trainer
- Grabhorn, Stephanie (* 1968), deutsche Fachärztin für Psychiatrie und Psychotherapie

### Grabi
- Grabiak, Marita, US-amerikanische Filmregisseurin
- Grabiański, Janusz (1929–1976), polnischer Illustrator und Grafiker
- Grabič, Dejan (* 1980), slowenischer Fußballspieler
- Grabich, Federico (* 1990), argentinischer Schwimmer
- Grabicka, Krystyna (* 1949), polnische Politikerin, Mitglied des Sejm
- Grábics, Mónika (* 1976), ungarische Schachmeisterin
- Grabin, Wassili Gawrilowitsch (1900–1980), russischer Konstrukteur
- Grabiner, Anthony, Baron Grabiner (* 1945), britischer Barrister, Kronanwalt und Life Peer
- Grabiner, Judith (* 1938), US-amerikanische Mathematikhistorikerin
- Grabinger, Carl-Michael (* 1983), deutscher Schlagzeuger
- Grabinger, Peter (* 1958), deutscher Pianist, Arrangeur und Musikproduzent
- Grabinger, Silke (* 1981), österreichische zeitgenössische Tänzerin, Choreografin und bildende Künstlerin
- Grabiński, Henryk (1843–1903), polnischer Maler und Hochschullehrer
- Grabinski, Klaus (* 1962), deutscher Jurist und Richter am Bundesgerichtshof
- Grabiński, Stefan (1887–1936), polnischer Schriftsteller und Autor von Horrorliteratur
- Grabis, Bettina (* 1966), deutsche Kinderbuchautorin
- Grabis, Maria (1927–2015), deutsche römisch-katholische Ordensschwester
- Grabis, Sabine (* 1975), deutsche Schauspielerin
- Grabissa der Große († 1158), böhmischer Adeliger
- Grabitz, Eberhard (1934–1992), deutscher Rechtswissenschaftler und Hochschullehrer
- Grabitz, Helge (1934–2003), deutsche Juristin, Hamburger Oberstaatsanwältin für NS-Gewaltverbrechen
- Grabitz, Ileana (* 1973), deutsche Journalistin
- Grabitz, Lucas (* 2001), deutscher Handballspieler

### Grabk
- Grabka, Anna (* 1961), polnische Balletttänzerin, Ballettmeisterin und Choreografin
- Grabke, Claus (* 1963), deutscher Skateboarder, Sänger und Musikproduzent
- Gräbke, Hans Arnold (1900–1955), deutscher Kunsthistoriker und Museumsleiter

### Grabl
- Grable, Betty (1916–1973), US-amerikanische Schauspielerin und Pin-up-GirlBetty Grable (1916–1973)

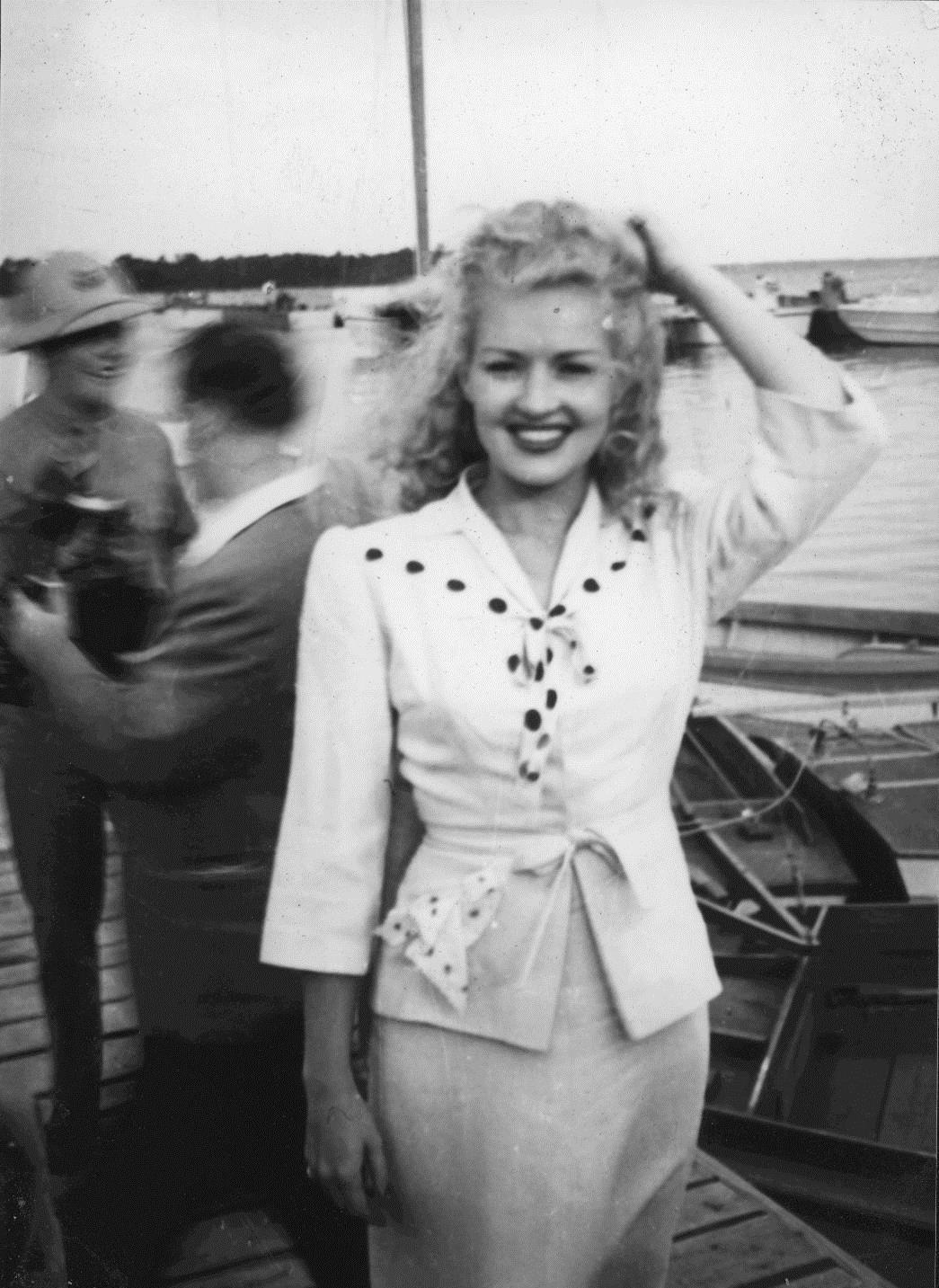
Betty Grable (1916–1973)

- Grable, Ron (1933–2018), US-amerikanischer Automobilrennfahrer
- Grabler, Josef (1899–1941), deutscher Autor von Flieger- und Kriegsliteratur sowie Kriegsberichterstatter im Zweiten Weltkrieg
- Grabler, Manfred (* 1947), australischer Skirennläufer
- Grablew, Mitko (* 1964), bulgarischer Gewichtheber
- Grabley, Hanna (1932–2021), deutsche Arbeitsökonomin und Hochschullehrerin
- Grabley, Ursula (1908–1977), deutsche Schauspielerin
- Grabliauskas, Virginijus (* 1972), litauischer Schachspieler

### Grabm
- Grabmair, Eleonore (* 1960), deutsche Politikerin (CSU, parteilos), MdL
- Grabmann, Martin (1875–1949), deutscher Theologe
- Grabmann, Walter (1905–1992), deutscher Offizier, zuletzt Generalmajor im Zweiten Weltkrieg
- Grabmayer, Johannes (* 1955), österreichischer Historiker
- Grabmayr, Franz (1927–2015), österreichischer Maler
- Grabmayr, Karl (1848–1923), österreichischer Jurist und Politiker
- Grabmeier, Hermann (* 1952), deutscher Fußballspieler
- Grabmeier, Josef (* 1927), deutscher römisch-katholischer Geistlicher, Prälat in Regensburg
- Grabmüller, Nicolai (* 1996), österreichischer Volleyballspieler

### Grabn
- Grabner auf Joslowitz, Georg († 1487), österreichischer Edelmann und Herrschaftsbesitzer
- Grabner zu Rosenburg und Zagging, Georg († 1562), protestantischer Adeliger
- Grabner zu Rosenburg zu Waasen, Christoph, protestantischer Adeliger
- Grabner zu Rosenburg, Christoph, österreichischer Ritter und Abgeordneter
- Grabner zu Rosenburg, Friedrich Christoph, protestantischer Adeliger und Emigrant
- Grabner zu Rosenburg, Jakob († 1502), österreichischer Ritter
- Grabner zu Rosenburg, Johann Leopold, protestantischer Adeliger, Unterzeichner des Horner Bundes
- Grabner zu Rosenburg, Josaphat († 1564), protestantischer Adeliger
- Grabner zu Rosenburg, Leopold († 1583), bedeutender protestantischer Adeliger
- Grabner zu Rosenburg, Sebastian († 1610), bedeutender protestantischer Adeliger
- Grabner, Adolf (1927–2018), österreichischer Förster und Museumspädagoge
- Grabner, Andy (* 1974), deutscher Kommunalpolitiker (CDU)
- Grabner, Arnold (1939–2025), österreichischer Gewerkschafter und Politiker (SPÖ), Abgeordneter zum Nationalrat
- Grabner, Claus-Dieter (* 1957), deutscher Medienmanager
- Gräbner, Daniel (* 1975), deutscher Filmregisseur und Filmproduzent
- Gräbner, Dieter (* 1939), deutscher Journalist und Autor
- Grabner, Dieter (* 1972), österreichischer Sportschütze
- Grabner, Erich (1928–2022), österreichischer Unternehmer und Politiker
- Gräbner, Friedrich Otto (1848–1922), deutscher evangelischer Pfarrer
- Grabner, Georg (* 1952), deutscher Politiker (CSU), MdL, Landrat
- Grabner, Götz, deutscher Basketballspieler
- Grabner, Hasso (1911–1976), deutscher Schriftsteller, Widerstandskämpfer
- Grabner, Heinz (* 1942), österreichischer Politiker (SPÖ), Landtagsabgeordneter, Abgeordneter zum Nationalrat
- Grabner, Hermann (1886–1969), österreichischer Komponist
- Grabner, Johann, österreichischer Ritter
- Grabner, Julius (1903–1984), österreichischer Politiker (ÖVP), Landtagsabgeordneter im Burgenland
- Gräbner, Justus (* 1946), deutscher Offizier, Generalmajor der Bundeswehr
- Gräbner, Karl (1786–1845), deutscher Schriftsteller und Chronist der Stadt Weimar
- Grabner, Leopold (1802–1864), österreichischer Forstwissenschaftler
- Grabner, Ludwig (1898–1968), österreichischer Politiker, Landtagsabgeordneter
- Grabner, Maximilian (1905–1948), österreichischer SS-Untersturmführer und Leiter der Politischen Abteilung im KZ Auschwitz
- Grabner, Michael (* 1948), österreichischer Medienmanager, Medienunternehmer und Business Angel
- Grabner, Michael (* 1987), österreichischer EishockeyspielerMichael Grabner (* 1987)

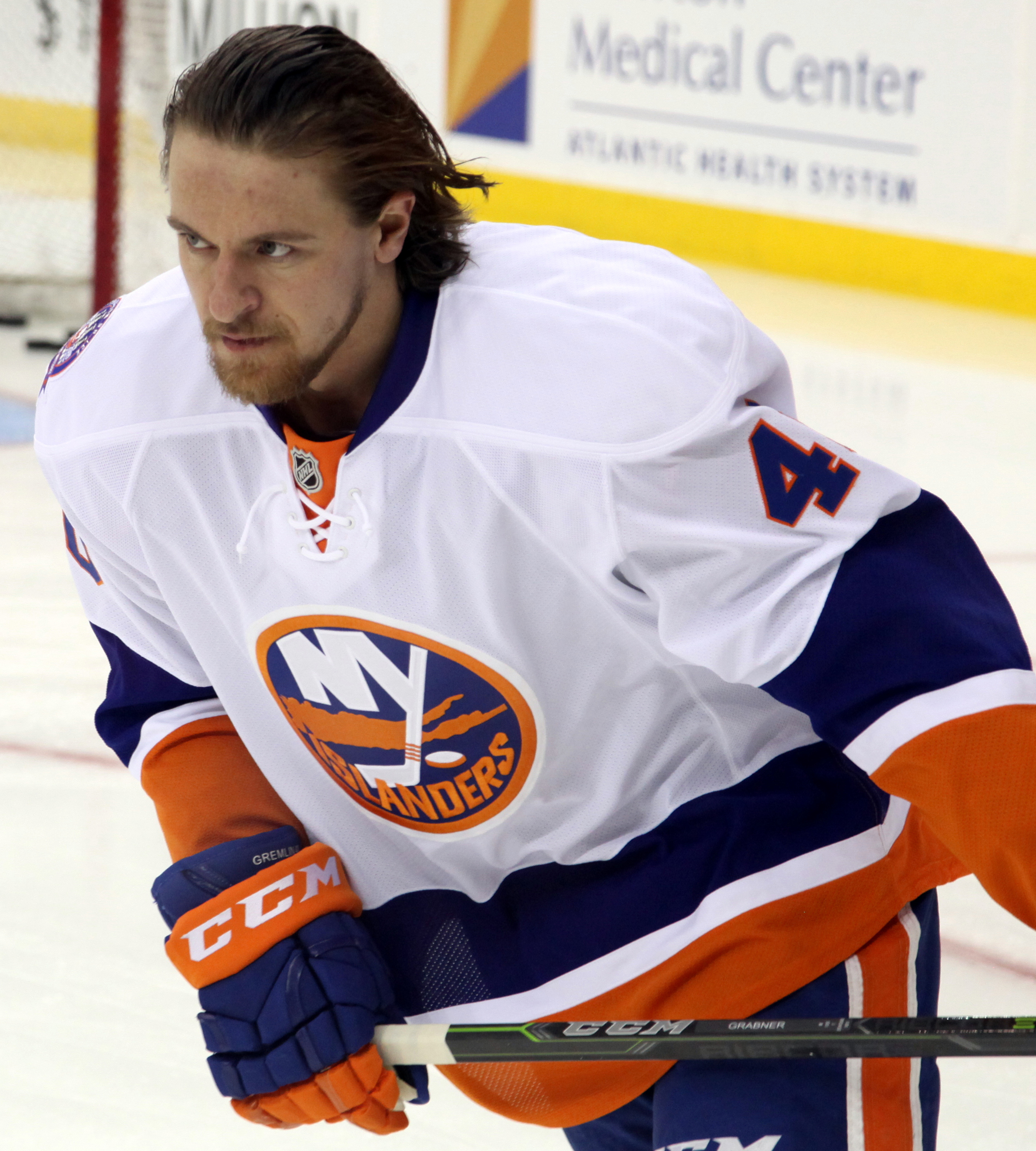
Michael Grabner (* 1987)

- Grabner, Otto, Stammherr der Linie Grabner zu Rosenburg
- Gräbner, Ottokar (1904–1972), deutscher Maler, Grafiker und Bildhauer
- Grabner, Paul (1896–1969), österreichischer Politiker (CS), Landtagsabgeordneter
- Grabner, Roland (* 1975), österreichischer Psychologe und Neurowissenschaftler
- Grabner, Siegfried (* 1975), österreichischer Snowboarder
- Grabner, Sigrid (* 1942), deutsche Schriftstellerin
- Gräbner, Steffen (* 1957), deutscher Schauspieler und Regisseur
- Grabner, Theresa (* 1984), österreichische Opern-, Operetten-, Oratorien-, Lied- und Konzertsängerin (Sopran)
- Gräbner, Werner (* 1929), deutscher Radrennfahrer
- Gräbner, Werner (* 1953), deutscher Musikethnologe und Musikproduzent
- Grabner-Haider, Anton (* 1940), österreichischer Philosoph, Religionsphilosoph, Autor, Kulturpublizist, Hochschullehrer

### Grabo
- Grabo, Wolfgang (* 1935), deutscher Radrennfahrer
- Gråbøl, Ditte (* 1959), dänische Schauspielerin
- Gråbøl, Sofie (* 1968), dänische SchauspielerinSofie Gråbøl (* 1968)

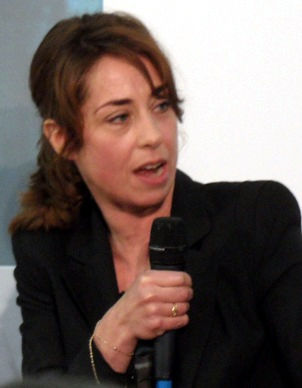
Sofie Gråbøl (* 1968)

- Grabolle, Gustav (* 1993), deutscher Schauspieler
- Grabolle, Regina (* 1965), deutsche Turnerin
- Grabosch, Bernd (* 1958), deutscher Fußballspieler
- Grabosch, Dennis (* 1978), deutscher Schauspieler
- Grabosch, Dora (1916–1994), deutsche Malerin
- Grabosch, Horst (* 1956), deutscher Musiker und Autor
- Grabosch, Jörg (* 1962), deutscher Medienunternehmer und Fernsehproduzent beim deutschen Privatfernsehen
- Grabosch, Pauline (* 1998), deutsche BahnradsportlerinPauline Grabosch (* 1998)

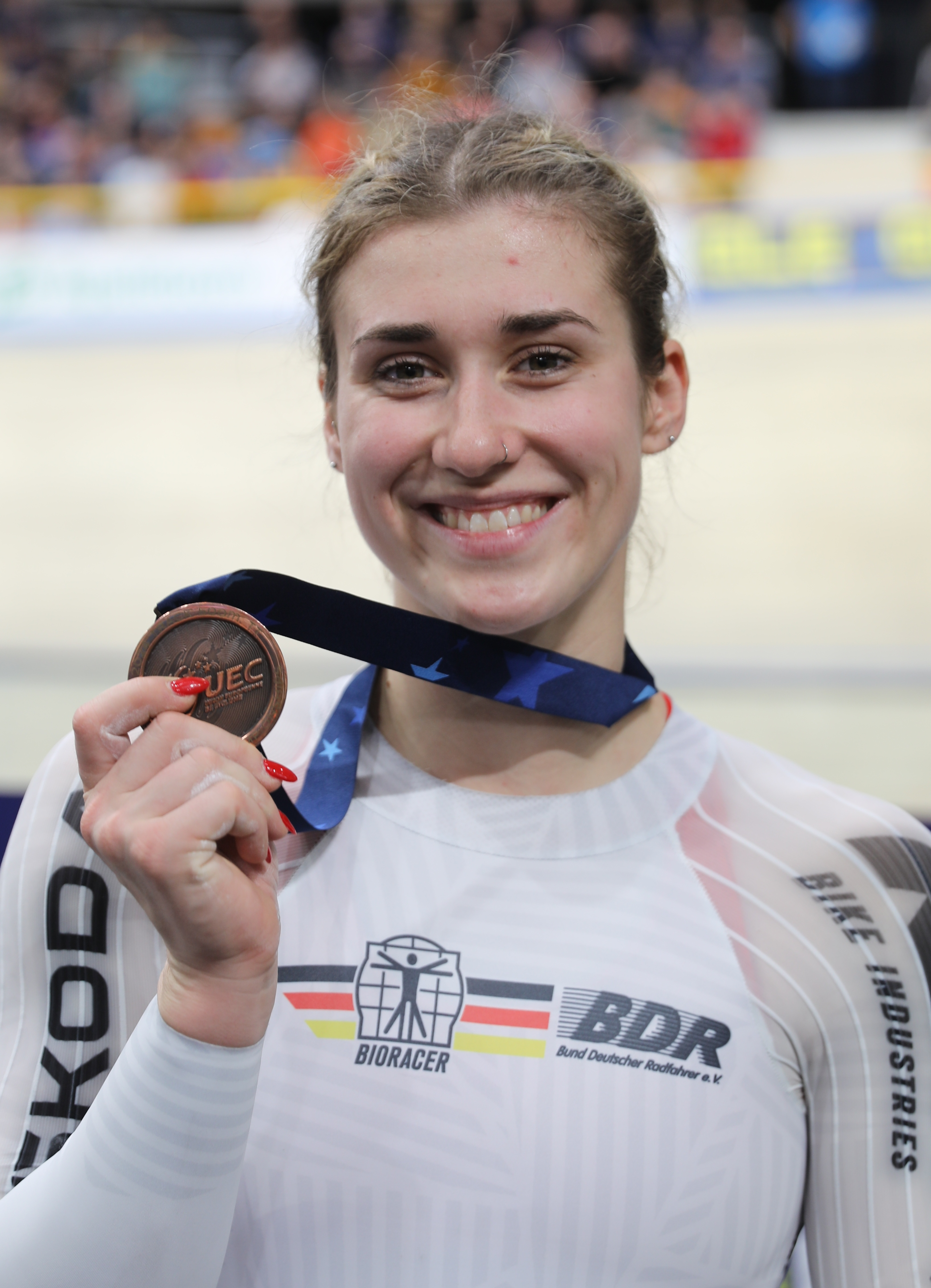
Pauline Grabosch (* 1998)

- Grabotin, Dietmar (* 1959), deutscher Fußballspieler und -trainer
- Grabovac, Alem (* 1974), deutscher Schriftsteller
- Grabovac, Ivan (* 1995), kroatischer Fußballspieler
- Grabovac, Lorenz (* 1997), österreichischer Fußballspieler
- Grabovac, Mirko (* 1971), kroatisch-singapurischer Fußballspieler
- Grabovčeva, Diva, kroatische Nationalheldin
- Grabovschi, Mircea (1952–2024), rumänischer Handballspieler und Trainer
- Grabovská, Květa (* 2002), tschechische Volleyballspielerin
- Grabovsky, Alina (* 1987), deutsche Bildende Künstlerin
- Grabovskyy, Dmytro (1985–2017), ukrainisch-israelischer Radrennfahrer
- Grabow, Amy (* 1979), US-amerikanische Schauspielerin
- Grabow, Christoph Heinrich von (1700–1770), preußischer Generalmajor, Chef des Infanterieregiments Nr. 47
- Grabow, Dirk (* 1971), deutscher Fußballfunktionär
- Grabow, Friderike Elisabeth von (1705–1779), deutsche Dichterin und Erzieherin
- Grabow, Friedrich Wilhelm Karl von (1783–1869), preußischer General der Infanterie
- Grabow, Gerd (* 1928), deutscher Maschinenbauingenieur und Hochschullehrer
- Grabow, Guido (* 1959), deutscher Ruderer
- Grabow, Karsten (* 1967), deutscher Politikwissenschaftler
- Grabow, Ralf (1965–2013), deutscher Politiker (FDP, parteilos)
- Grabow, Robert (1885–1945), deutscher Politiker (DNVP)
- Grabow, Rudolf (1927–2006), deutscher Schauspieler
- Grabow, Sascha (* 1968), deutscher Globetrotter, Autor und Fotograf
- Grabow, Thomas (* 1969), deutscher Fußballspieler und Fußballtrainer
- Grabow, Volker (* 1956), deutscher Ruder-Weltmeister und Sportdidaktiker
- Grabow, Wilhelm (1802–1874), deutscher Richter und Politiker in Preußen
- Grabow, Wolfgang (* 1942), deutscher Theaterschauspieler und Regisseur
- Grabower, Rolf (1883–1963), deutscher Steuerrechtler
- Grabowezkaja, Marija (* 1987), kasachische Gewichtheberin
- Grabowiecki, Sebastian (1540–1607), polnischer Schriftsteller des Frühbarocks
- Grabowoi, Grigori Petrowitsch (* 1963), russischer Mathematiker, Geistheiler und Führer einer neuen religiösen Bewegung
- Grabowska, Barbara (1954–1994), polnische Schauspielerin
- Grabowska, Dominika (* 1998), polnische Fußballspielerin
- Grabowska, Urszula (* 1976), polnische Schauspielerin
- Grabowska-Hawrylak, Jadwiga (1920–2018), polnische Architektin
- Grabowski, Adam Stanislaus (1698–1766), Fürstbischof von Ermland (1741–1766)
- Grabowski, Aljoscha (* 1982), deutscher Volleyball- und Beachvolleyballspieler
- Grabowski, Andrzej (1833–1886), polnischer Maler
- Grabowski, Andrzej (* 1952), polnischer Schauspieler, Synchronsprecher und Sänger
- Grabowski, Antoni (1857–1921), polnischer Chemieingenieur und früher Esperanto-Aktivist
- Grabowski, Bernard F. (1923–2019), US-amerikanischer Politiker
- Grabowski, David (* 1992), deutscher Jazzmusiker (Gitarre, Komposition) und Filmkomponist
- Grabowski, Eligiusz (1935–2021), polnischer Radrennfahrer
- Grabowski, Elisabeth (1864–1929), deutsche Schriftstellerin und oberschlesische Heimatkundlerin
- Grabowski, Erich (* 1917), deutscher DBD-Funktionär, MdV
- Grabowski, Ewald (1932–2009), deutscher Kommunalpolitiker (CDU)
- Grabowski, Ferdinand von (1787–1861), preußischer Generalleutnant, Kommandant der Festung Wesel
- Grabowski, Franz (1897–1981), deutscher Manager
- Grabowski, Friedrich (1886–1957), deutscher rechtsgerichteter Aktivist und Publizist
- Grabowski, Hans (1934–2008), deutscher Ingenieurinformatiker
- Grabowski, Hans-Ludwig (* 1961), deutscher Numismatiker und Fachautor
- Grabowski, Heinrich Emanuel (1792–1842), deutscher Apotheker und Botaniker
- Grabowski, Heinz (1920–1945), deutscher SS-Untersturm- und Lagerführer im KZ-Außenlager Rottleberode
- Grabowski, Henryk (1929–2012), polnischer Weitspringer
- Grabowski, Irek (1966–2010), polnischer Autor, Komponist, Arrangeur und Musiker auf der Violine und Klavier
- Grabowski, Jan (* 1962), polnischer HistorikerJan Grabowski (* 1962)

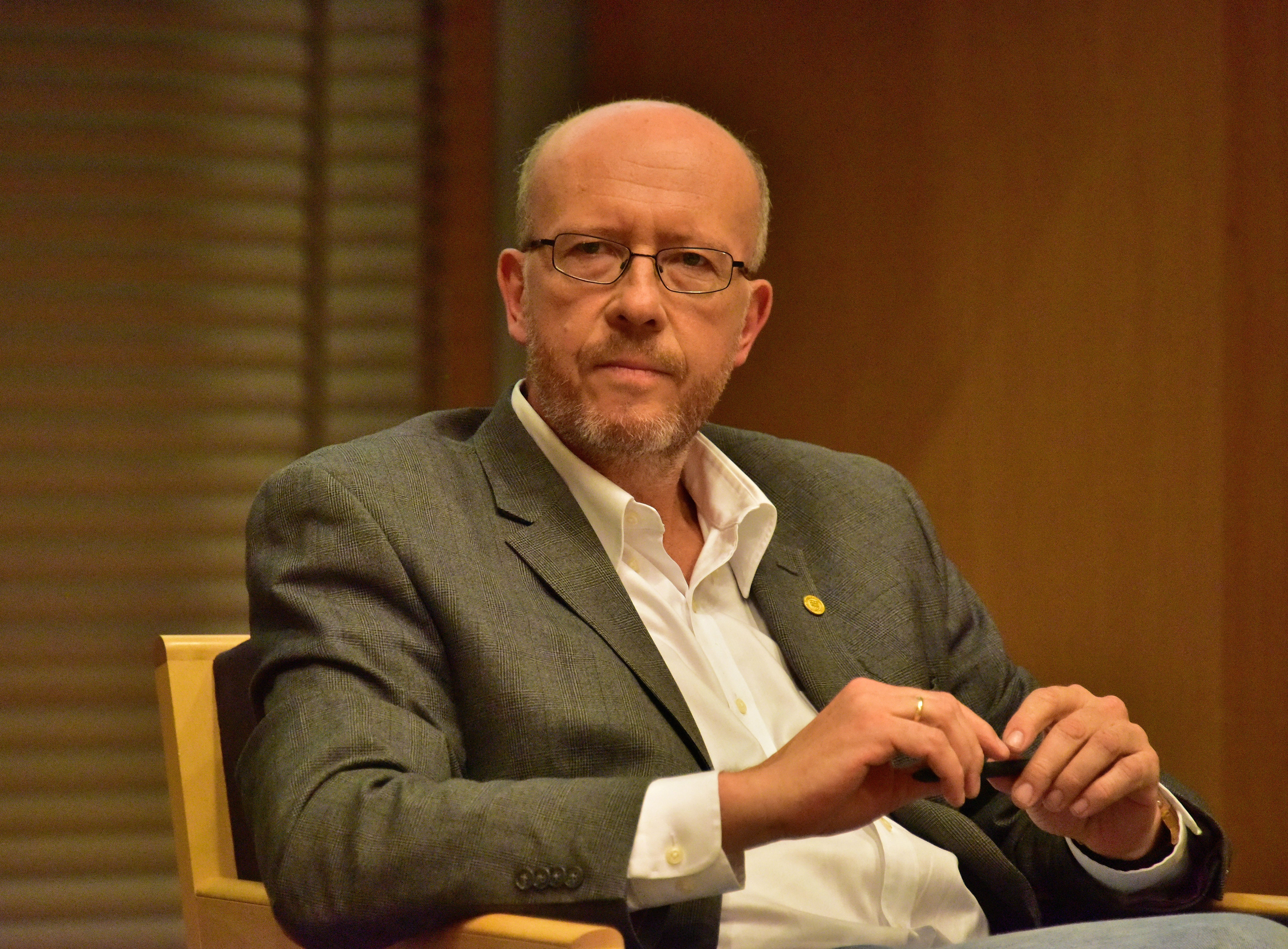
Jan Grabowski (* 1962)

- Grabowski, Jan Jerzy († 1789), königlich-polnischer Generalleutnant und Generalinspektor Litauens
- Grabowski, Jasmin (* 1991), deutsche Judoka
- Grabowski, Joachim (* 1958), deutscher Psychologe und Hochschullehrer
- Grabowski, Jörn (* 1949), deutscher Historiker und Archivar
- Grabowski, Juan (* 1982), argentinischer Fußballspieler
- Grabowski, Jürgen (1944–2022), deutscher FußballspielerJürgen Grabowski (1944–2022)

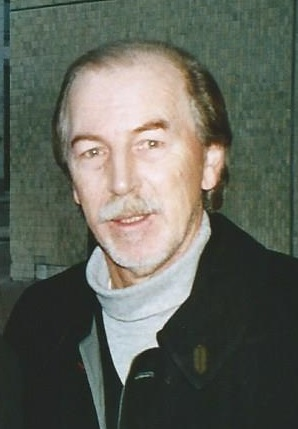
Jürgen Grabowski (1944–2022)

- Grabowski, Krzysztof (* 1965), polnischer Musiker
- Grabowski, Lena (* 2002), österreichische Schwimmerin
- Grabowski, Maciej (* 1959), polnischer Politiker, Mitglied des Sejm
- Grabowski, Max (1897–1981), deutscher Maler und Grafiker und Widerstandskämpfer gegen den Nationalsozialismus
- Grabowski, Otto (1901–1944), deutscher Widerstandskämpfer gegen den Nationalsozialismus
- Grabowski, Paweł, königlich-polnischer Generalleutnant und Starost von Czchów, Vertreter der Protestanten in Polen
- Grabowski, Petra (* 1952), deutsche Kanutin
- Grabowski, Stephan (1767–1847), polnischer General und Staatsmann
- Grabowski, Walter (* 1896), deutscher NS-Funktionär und NS-Euthanasietäter
- Grabowski, Wolfgang (* 1937), deutscher Diplomat
- Grabowsky, Adolf (1880–1969), deutscher Politikwissenschaftler
- Grabowsky, Friedrich (1857–1929), deutscher Zoologe, Ethnograf, Höhlenforscher und Sammler von Vogelbälgen
- Grabowsky, Jessica (* 1980), finnlandschwedische Schauspielerin
- Grabowsky, Paul (* 1958), australischer Jazzmusiker
- Grabowsky, Volker (* 1959), deutscher Historiker und Südostasienwissenschaftler, Thaiist

### Grabr
- Grabrovec, Andrej (* 1959), slowenischer Künstler, Ingenieur, Bildhauer und Fotograf
- Grabrucker, Marianne (* 1948), deutsche Richterin am Bundespatentgericht und Sachbuchautorin

### Grabs
- Grabs, Detlev (* 1960), deutscher Schwimmsportler und Mediziner
- Grabs, Manfred (1938–1984), deutscher Musikwissenschaftler und Komponist
- Grabsch, Bernd, deutscher Leichtathletiktrainer
- Grabsch, Bert (* 1975), deutscher RadrennfahrerBert Grabsch (* 1975)

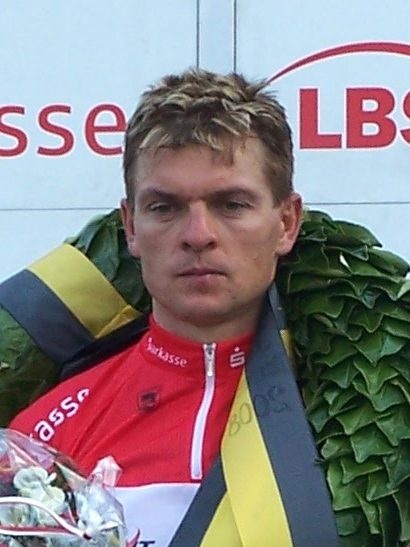
Bert Grabsch (* 1975)

- Grabsch, Ralf (* 1973), deutscher Radrennfahrer
- Gräbsch, Waldemar, deutscher Fußballspieler
- Grabski, Leon von (1853–1918), polnischer Unternehmer und Politiker der polnischen Minderheit in Deutschland, MdR
- Grabski, Robert (1912–1990), deutscher Schriftsteller und Verleger
- Grabski, Władysław (1874–1938), polnischer Politiker (ND), Finanzminister, zweimaliger Ministerpräsident, Ökonom und Historiker

### Grabu
- Grabucea, Igor (* 1976), moldauischer Gewichtheber
- Grabus, Nedžad (* 1968), bosnisch-slowenischer Großmufti Sloweniens
- Grabuste, Aiga (* 1988), lettische Weitspringerin und Siebenkämpferin